# Аплтон (Висконсин)
Аплтон (енгл. Appleton) град је у америчкој савезној држави Висконсин.

## Демографија
По попису из 2010. године број становника је 72.623, што је 2.536 (3,6%) становника више него 2000. године.
| Група             | 2000.          | 2010.          |
| Белци             | 63.249 (90,2%) | 61.856 (85,2%) |
| Афроамериканци    | 695 (1,0%)     | 1.216 (1,7%)   |
| Азијати           | 3.231 (4,6%)   | 4.279 (5,9%)   |
| Хиспаноамериканци | 1.775 (2,5%)   | 3.643 (5,0%)   |
| Укупно            | 70.087         | 72.623         |